# 斯威士兰中央银行
斯威士兰中央银行（英語：Central Bank of Eswatini，简称CBE），是斯威士兰王国的中央银行，系斯威士兰里兰吉尼之发行机构。其成立于1974年3月22日，总部位于首都姆巴巴内。

## 历史
1968年9月6日斯威士兰从英国独立。到了1974年3月22日， 斯威士兰国王索布扎二世颁布了《斯威士兰金融管理局法令》（Monetary Authority of Swaziland Order of 1974），开始筹备成立斯威士兰金融管理局。同年4月1日，斯威士兰金管局正式开始运作。并在同年9月6日的独立纪念日当天，金管局发行了法定货币斯威士兰里兰吉尼。金管局在成立之初，全部工作人员只有八名，不过随着运行进展，总裁不断招募合格的新员工以及增设职能部门，至1974年当年的圣诞节时金管局编制员工一共有二十七名了。 

不久后在1979年7月18日，国王修改了1974年颁布的法令，依照修改后的新法令斯威士兰金融管理局更名为斯威士兰中央银行，并开始承担更多的央行职能。

到了2008年3月31日，随着斯威士兰中央银行的编制不断扩大，工作人员扩充到270名。

## 目标与职能

### 目标
斯威士兰中央银行之使命是维护斯威士兰国内之金融稳定以促进斯威士兰经济的发展。

### 职能
斯威士兰中央银行依照於1974年颁布再於1979年修正之《斯威士兰中央银行法令》（Central Bank of Swaziland Order 1974）所规定:5，其法定职责为：
- 制定和实施稳健的货币政策，以维护金融稳定。
- 管理和监督金融机构，促进金融体系的高效运行。
- 发行及回收法定货币，包括纸币和硬币。
- 持有及管理外汇储备。
- 为政府提供关于货币和金融事务的顾问意见。
- 担任金融机构的最后贷款人，以促进国内金融市场的稳定发展。
- 开发和运营中央银行的支付系统。
- 进行有关货币，金融和经济事务的研究，以支持货币政策的制定与实施。

## 组织结构
斯威士兰中央银行截至2014年3月共有雇员244名:88。全行之最高管理机构为董事会（英語：Board of Directors），董事会依法应由9人组成，其中包括行长、副行长，及7名董事；7名董事中需有1名为公共财政部所属之公职人员:6-7。而行长为董事会之当然主席，由国王根据首相之建议任命，董事会其余成员则由公共财政部部长直接任命:7。行长办公室由董事会直辖（英語：Office of the Governor），而在行长办公室之下设置有各执行部门，分别为：
| | |
| - 副行长办公室（英語：Office of the Deputy Governor） - 集团事务部（英語：Corporate Services Department） - 人力资源司（英語：Human Resources Division） - 机构开发司（英語：Institutional Development Division） - 综合事务司（英語：General Services Division） - 安保司（英語：Security Division） - 经济政策研究及统计部（英語：Economic Policy, Resarch and Statistics Department） - 统计与出版物司（英語：Statistics and Publications Division） - 货币与金融统计科（英語：Monetary and Financial Statistics sections） - 公共财政科（英語：Public Finance sections） - 实体行业科（英語：Real Sector sections） - 国际收支及国际经济司（英語：Balance of Payments and International Economics Division） - 国际收支科（英語：Balance of Payment section） - 国际经济科（英語：International Economics Section） - 政策研究与宏观经济分析司（英語：Policy Research and Macroeconomic Analysis Division） - 建模与预报科（英語：Modelling and Forecasting Section） - 政策研究科（英語：Policy Research Section） - 图书馆 - 金融监管部（英語：Financial Regulation Department） - 银行监管司（英語：Bank Supervision Division） - 外汇管制司（英語：Exchange Control Division） - 资本市场发展组（英語：Capital Markets Development Unit） - 内部审计部（英語：Internal Audit Department） - 金融市场与风险管理部（英語：Financial Markets and Risk Management Department） - 斯威士兰银行服务督察专员（英語：Ombudsman for banking services in Swaziland） | - 通讯部： - 董事会秘书办公室（英語：Office of the Secretary to the Board） - 机构传讯部 （英語：Corporate Communications Department） - 行长助理办公室（英語：Office of the Assistant Governor）： - 营运部（英語：Operations Department） - 银行业务司（英語：Banking Division） - 货币司（英語：Currency Division） - 国家支付系统司（英語：National Payment Systems Division） - 信息与通讯技术司（英語：Information and Communications Technology Division） - 金融发展司（英語：Development Finance Division） - 财政部（英語：Finance Department） - 内部财务司（英語：Internal Finance Division） - 投资与交易司（英語：Investment and Exchange Division） |

## 备注
1. ↑  年利率，截至2014年6月，当月值
2. ↑  年利率，2013年4月-2014年3月年度均值
3. ↑   註: